# Nadav Raisberg
Nadav Raisberg (en hébreu : נדב רייסברג), né le 29 mars 2001, est un coureur cycliste israélien.

## Biographie

### Débuts
Nadav Raisberg est né aux États-Unis, dans une famille de confession juive. Il arrive en Israël à l'âge d'un mois. Fils d'un ancien coureur cycliste, il commence à pratiquer ce sport vers l'âge de dix ans. Sa carrière débute dans un club de vélo basé au kibboutz de Sde Nehemia,. 
En 2018, il représente Israël aux Jeux olympiques de la jeunesse. La même année, il se classe troisième du championnat d'Israël de VTT country-country juniors (moins de 19 ans). Il monte de nouveau sur le podium du championnat national de cross-country en 2020 et en 2021, mais chez les élites. 
En 2022, il intègre la réserve de l'équipe Israel-Premier Tech. Il délaisse à cette occasion le VTT pour se consacrer au cyclisme sur route. Avec cette formation, il se classe sixième de la dernière étape du Circuit des Ardennes. Il participe aussi à ses premières compétitions professionnelles en Europe, où il tient un rôle d'équipier.
En mars 2023, il se distingue sur la 26e édition du Tour du Rwanda en terminant neuvième de la première étape, puis quatrième le lendemain. Quelques mois plus tard, il se classe troisième de la course en ligne et du contre-la-montre aux championnats d'Israël. Il participe ensuite au Tour de l'Avenir avec la sélection israélienne. Régulier, il termine quatrième d'une étape au lac d'Aiguebelette et vingtième du classement général. À l'automne, il finit quinzième du Piccolo Giro di Lombardia et vingtième de Paris-Tours.

### Carrière professionnelle
Nadav Raisberg passe officiellement professionnel en 2024 dans la structure d'Israel-Premier Tech. Son premier contrat s'étend sur deux saisons. Il est décrit comme un coureur polyvalent, à l'aise sur tous les terrains. Le 2 mars, il découvre le circuit du World Tour en participant aux Strade Bianche. On le retrouve également engagé sur Paris-Roubaix au mois d'avril.

## Palmarès sur route

### Par année
- 2022
  - Tour d'Eliat :
    - Classement général[7]
    - 2e étape
- 2023
  - 3e du championnat d'Israël du contre-la-montre
  - 3e du championnat d'Israël sur route

### Résultats sur les grands tours

#### Tour d'Italie
1 participation
- 2024 : non-partant (6e étape)

#### Tour d'Espagne
1 participation
- 2024 : 113e

### Classements mondiaux
| Année                                 | 2022  | 2023 | 2024  |
| ------------------------------------- | ----- | ---- | ----- |
| Classement mondial                    | 2511e | 792e | 1314e |
| UCI Europe Tour                       | 1535e | 570e | nc    |
|                                       |       |      |       |
| Légende : nc = non classéSource : UCI |       |      |       |

## Palmarès en VTT

### Championnats nationaux
- 2018
  - 3e du championnat d'Israël de cross-country juniors
- 2020
  - 3e du championnat d'Israël de cross-country
- 2021
  - 2e du championnat d'Israël de cross-country